# Koniugacja (biologia)

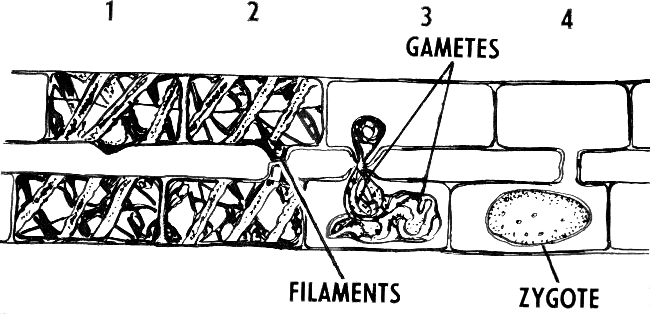
Koniugacja drabinkowa u sprzężnicy

Koniugacja – termin określający różne procesy, zwykle prowadzące do rekombinacji genetycznej.
- Koniugacja chromosomów – łączenie się podczas mejozy chromosomów homologicznych w pary, co umożliwia zajście crossing-over.
- Koniugacja bakterii – przekazywanie fragmentów DNA przez osobniki zawierające odpowiednie geny (zapisane na przekazywanym plazmidzie wbudowującym się do nukleoidu i przenoszącym też jego fragmenty) osobnikom tych genów niemającym. Jest przykładem poziomego transferu genów bez związku z rozmnażaniem płciowym typowym dla eukariontów.

U eukariontów terminem tym zwykle określa się proces płciowy, w którym funkcję gamet pełnią całe protoplasty (komórki).
- Koniugacja drożdży – fuzja haploidalnych komórek drożdży prowadząca do diploidii.
- Koniugacja sprzężnic – fuzja  haploidalnych komórek sprzężnic prowadząca do powstania zygospory.
- Koniugacja orzęsków – wymiana części materiału genetycznego zawartego w mikronukleusach orzęsków.